# كدمة ام شعيبي (تبن)

تعديل مصدري - تعديل

كدمة ام شعيبي هي إحدى قرى عزلة الحوطة بمديرية تبن التابعة لمحافظة لحج، بلغ تعداد سكانها 158 نسمة حسب تعداد اليمن لعام 2004.